# I Langaroli
I Langaroli sono un complesso di musica folk-liscio nato negli anni settanta composto da noti musicisti della zona del basso Piemonte e rappresentano l'espressione della tradizione musicale della Langa albese.

## Storia del gruppo
Si esibiscono prevalentemente nella zona delle Langhe, in Piemonte, ed in tutte le sale danzanti delle province piemontesi, oltre ad essere presenti in numerose feste paesane.
Le loro composizioni si riallacciano allo stile del "ballo a palchetto", molto diffuso in tutto il Piemonte.
Il loro successo deriva principalmente dalla partecipazione alla Trattoria dei Ricordi, storica trasmissione televisiva dell'emittente locale Telecupole Piemonte, oltre che da una forte presenza nelle sale danzanti del Piemonte.
Il programma Trattoria dei ricordi è stato il precursore delle trasmissioni musicali attuali, in cui l'orchestra suona mentre il pubblico al ristorante balla. La trasmissione veniva condotta da "Flipot e Rosina" nella sala danze "Le Cupole"; la sigla della trasmissione è la canzone Saluti salutissimi, composta dal maestro Secondo Gallizio.
I musicisti che compongono l'orchestra negli anni '70/80 sono:
- il maestro Secondo Gallizio alla fisarmonica e canto
- Tino Pezzuto al canto
- Carlo Castellazzo al canto
- Walter Galizio alla chitarra
- Giovanni Pescarmona al basso
- Tony Macrì alla batteria
- Franco Cuniberti al sax
- Giuseppe De Petro al Sax e clarinetto

Alla morte di Giuseppe De Petro nel 1985 subentra in orchestra Giorgio Giacosa, saxofonista, flautista e clarinettista; Giacosa faceva parte degli "Asternovas", orchestra di Fred Buscaglione.
Il maestro Secondo Gallizio compone la maggior parte dei brani che vengono suonati e cantati, oltre ad arrangiare personalmente gran parte dei pezzi musicali.
Iniziano ad incidere dischi con la casa discografica "Prince" (che a metà anni '80 cambia il nome in "Pentagramma") di Torino, in seguito incidono con la casa discografica RCA.

## Discografia
(fonte Maestro Secondo Gallizio)

### Album
- 1979 Valzer della fortuna (Prince)-attuale Pentagramma- /Rosa Rosella Vol. 2 (Prince)
- 1980 Fiori di campo (Prince)
- 1980 Saluti salutissimi (Rca)
- 1981 Festa grande Vol. 3 (Rca)/Allegri Piemontesi (Rca)
- 1981 Allegri Piemontesi - RCA (catalogo NL 31557)
- 1982 Vino e allegria Vol. 4 (Rca)
- 1983 Il prato dell'amore (Pentagramma)
- 1984 Dalla trasm.“Trattoria dei Ricordi”:Musica e allegria (Pentagramma LP PG 217)
- 1984 Chiesetta sui monti (Rca)
- 1985 I Langaroli Volume 1 e Volume 2 (Pentagramma)
- 1987 La treccia bionda (Pentagramma)
- 1988 Superliscio-solo suonata (Casual)
- 1990 Un bacio tira l'altro (Pentagramma)
- 1992 I Langaroli liscio D.o.C. sola orchestra (Pentagramma)
- 1995 Stornelli all'italiana
- 2000 Campanili d'Italia (Rca)
- 2007 I Langaroli 36 indimenticabili successi (Pentagramma) -3 Cd

A parte le prime 2 musicassette, tutto è stato inciso anche su disco e ultimamente su Cd.
Fonte: Floriana Depetro

### Compilation
- 1984: Tutti insieme con amore (Prince LP 216; i Langaroli sono presenti con Mazurka dell'amore)